# Kylmäjärvi (sjö i Suomussalmi, Kajanaland)
Kylmäjärvi är en sjö i kommunen Suomussalmi i landskapet Kajanaland i Finland. Sjön ligger 206,8 meter över havet. Den är 15 meter djup. Arean är 1,04 kvadratkilometer och strandlinjen är 5,75 kilometer lång. Sjön  ingår i Uleälvens huvudavrinningsområde.   Den ligger omkring 97 kilometer nordöst om Kajana och omkring 550 kilometer norr om Helsingfors. 
Kylmäjärvi ligger öster om Keskinen. 